# 尼爾森內爾森體育館
尼爾森內爾森體育館（Ginásio Nilson Nelson）是一座位於巴西巴西利亞常用於舉辦排球賽事的室內體育館，靠近巴西利亞國家體育場。兩者都為Ayrton Senna體育園區的一部分。

## 外部連結
维基共享资源上的相關多媒體資源：Ginásio Nilson Nelson
- 體育館資料